# 米拉 (伊利諾州香檳郡)
米拉（英語：Mira）是位於美國伊利諾伊州尚佩恩縣的一個非建制地區。該地的面積和人口皆未知。

## 地理
米拉的座標為40°05′02″N 88°09′44″W / 40.08389°N 88.16222°W，而該地的平均海拔高度為211米（即692英尺）。